# Väsjön, Ångermanland
Väsjön är en sjö i Kramfors kommun i Ångermanland och ingår i Ångermanälvens huvudavrinningsområde. Sjön har en area på 0,188 kvadratkilometer och ligger 233,1 meter över havet.

## Delavrinningsområde
Väsjön ingår i det delavrinningsområde (699642-160671) som SMHI kallar för Utloppet av Väsjön. Medelhöjden är 265 meter över havet och ytan är 1,31 kvadratkilometer. Det finns inga avrinningsområden uppströms utan avrinningsområdet är högsta punkten. Vattendraget som avvattnar avrinningsområdet har biflödesordning 5, vilket innebär att vattnet flödar genom totalt 5 vattendrag innan det når havet efter 16 kilometer. Avrinningsområdet består mestadels av skog (73 procent). Avrinningsområdet har 0,19 kvadratkilometer vattenytor vilket ger det en sjöprocent på 14,4 procent.